# San Pedro de Coliema
San Pedro de Coliema (en asturiano y oficialmente: San Pedru Culiema) es una parroquia del concejo de Cangas del Narcea, en el Principado de Asturias, España.